# Venera 14
A Venera 14 foi uma sonda enviada a Vénus que era do Programa Vênera. Lançada no dia 4 de Novembro de 1981 a sonda pesava 5033 kg. A sonda chegou a Vénus no dia 15 de Março de 1982.